# Zaharia Stancu
Zaharia Stancu (7 de octubre de 1902 - 5 de diciembre de 1974) fue un prosista, novelista, poeta y filósofo rumano. 
Stancu nació en 1902 en Salcia, en una aldea en el condado de Teleorman, Rumania sobre la Gran llanura rumana. Después de dejar la escuela a la edad de trece años, se desempeñó en varios trabajos. En 1921, con la ayuda de Gala Galaction, se convirtió en un periodista. En 1933 terminó sus estudios de literatura y filosofía en la Universidad de Bucarest. 
Su primer volumen de poemas, Poeme simple (Poemas Simples), apareció en 1927, recibiendo Premio de los Escritores Romanos'. Durante la Segunda Guerra Mundial, fue encarcelado por su oposición al gobierno fascista de Ion Antonescu (véase Rumania durante la Segunda Guerra Mundial), y pasó un tiempo en el campo de internamiento Târgu Jiu de los prisioneros políticos. 
En 1946, se convirtió en director del Teatro Nacional de Rumania. Después de que el régimen comunista se estableció, fue miembro de la Academia Rumana y presidente de la Unión de Escritores de Rumania (1966–1974). Ganó el Premio Estatal de Literatura Rumana, y en 1971, fue galardonado con el Premio Herder del gobierno austriaco.
Entre 1926 y 1944 Stancu publicó seis volúmenes de poesías. En 1948 su primera novela importante, Desculț (Descalzo), fue publicada. Ha sido traducido en treinta idiomas. Otras novelas importantes son: Şatra (La tribu gitana), y Jocul cu moartea (Juego con la muerte).